# Recurso excepcional
No Brasil, a expressão recurso  excepcional  refere-se ao recurso  no qual o pleito não está sobre o direito subjetivo da parte, mas sim na proteção do direito objetivo. O recurso excepcional visa a uniformização da aplicação desse direito.  
A Constituição de 1988 dividiu,  entre o Supremo Tribunal Federal (STF) e o Supremo Tribunal de Justiça (STJ), a competência de julgar os recursos excepcionais, de modo que o primeiro seria o guardião da Constituição, e o segundo, da legislação federal.  Assim, os recursos excepcionais foram divididos  em duas espécies:
- recursos extraordinários: recursos de caráter excepcional contra decisões de outros tribunais, em única ou última instância, quando houver ofensa a norma da Constituição Federal. Esses recursos visam uniformizar  o direito constitucional e cabem exclusivamente ao STF (art. 102, III, da Constituição Federal)
- recursos especiais:recursos excepcionais que  visam uniformizar o direito infraconstitucional e cabem exclusivamente ao STJ (art. 105, 1,II, da CF)
- embargos de divergência  em recursos especiais ou em recursos extraordinários . [2]